# Korunovační medaile Eduarda VII.
Korunovační medaile Eduarda VII. (anglicky: King Edward VII Coronation Medal) je pamětní medaile založená roku 1902 při příležitosti oslavy korunovace krále Eduarda VII. konané dne 9. srpna 1902.

## Historie a pravidla udílení
Medaile byla založena roku 1902 na paměť korunovace krále Eduarda VII., která se konala 16. srpna 1902. Jedná se o první britskou korunovační medaili. Při příležitosti předchozí korunovace britského panovníka v roce 1837, královny Viktorie, se korunovační medaile ještě neudílely. Udílení korunovačních medailí se rozšířilo v 19. století a výroční medaile jsou ve Spojeném království tradičně udíleny od roku 1887.
Medaile byla udílena ve stříbrné a bronzové verzi. Stříbrná medaile byla udílena členům královské rodiny, hodnostářům, vyšším vládním úředníkům a důstojníkům, kteří se zúčastnili slavnostního ceremoniálu, zvláštních příprav na tento ceremoniál či  slavnostního průvodu. Vybraní poddůstojníci a vojáci obdrželi bronzovou korunovační medaili. Bronzovou medaili také obdržel jeden speciálně vybraný námořník z každé lodi, která se účastnila slavnostní přehlídky konané při příležitosti korunovace. Bronzovou medaili obdržely také dvě příslušnice Queen Alexandra's Imperial Military Nursing Service, které se staraly o budoucího krále během nemoci, která jej postila před korunovací.
Udílení medaile probíhalo až do srpna 1903 a celkem bylo uděleno 3493 stříbrných a 6054 bronzových medailí.

## Popis medaile
Autorem vzhledu medaile byl sochař Emil Fuchs. Medaile má oválný tvar s průměrem 30 × 38 mm a je převýšena královskou korunou. Ražena byla z bronzu nebo ze stříbra. Na přední straně je portrét krále Eduarda VII. a královny Alexandry. Oba mají nasazenou korunu a hledí vlevo. Vnější okraj medaile je lemován věncem. Na zadní straně je královský monogram, pod kterým je datum 26 June 1902. Toto datum odpovídá původnímu datu korunovace, která však kvůli neodkladné operaci panovníka musela být odložena na 9. srpna 1902. I na zadní straně je okraj lemován stejným věncem jako okraj přední strany. Medaile byly udíleny bezejmenně.
Medaile se nosila zavěšená na stužce nalevo na hrudi spolu s ostatními korunovačními a výročními medailemi. Až do listopadu 1918 byly tyto medaile nošeny před medailemi za tažení. Od té doby jsou pamětní medaile nošeny za medailemi za tažení a před medailemi za dlouholetou službu. Dámy mohou nosit medaili v oblasti levého ramene na stuze uvázané do mašle.

Stuha základní verze medaile je tmavě modrá s červeným pruhem uprostřed a s oběma okraji lemovanými úzkými bílými pruhy. Stuha speciální medaile je tmavě modrá s úzkým bílým pruhem uprostřed a oběma okraji lemovanými širokými červenými pruhy.

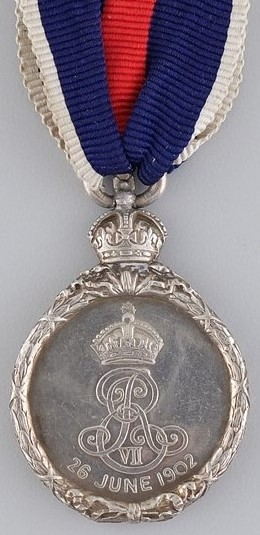
Základní verze, zadní strana
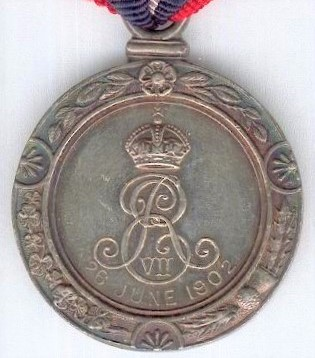
Speciální medaile, zadní strana
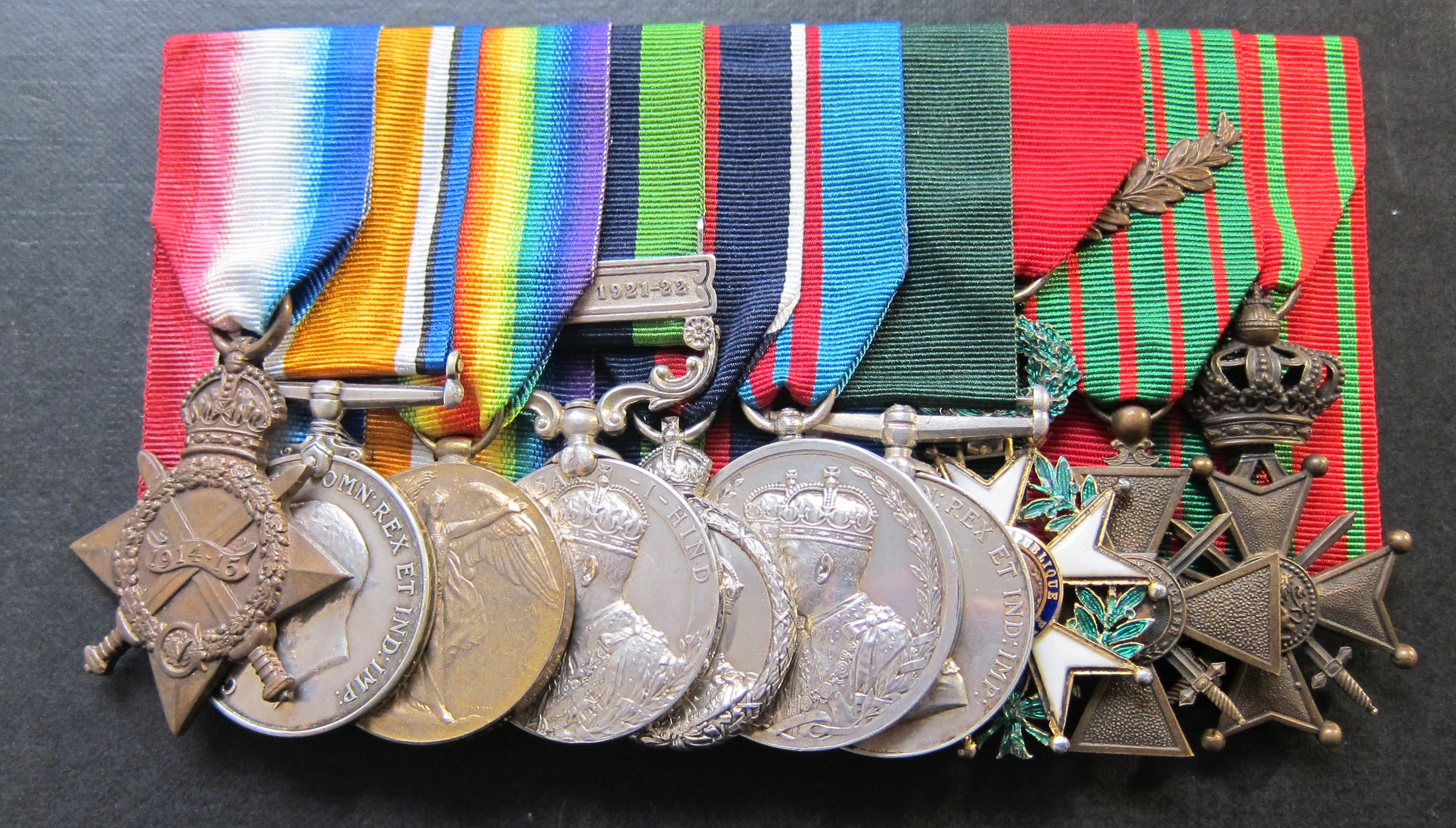
Medaile B. J. Blacketta v pořadí, v jakém se nosily na uniformě. Uprostřed je i Korunovační medaile Eduarda VII.

## Verze medaile
1. Medaile udílena příslušníkům královské rodiny, úředníkům, hodnostářům a důstojníkům.
2. Speciální medaile udílená pouze ve stříbrné verzi, byla určena k vyznamenávání starostů a proboštů. Tato verze má podobný vzhled jako předchozí verze, je však kulatá.